# Człuchów (gromada)
Człuchów – dawna gromada, czyli najmniejsza jednostka podziału terytorialnego Polskiej Rzeczypospolitej Ludowej w latach 1954–1972.
Gromady, z gromadzkimi radami narodowymi (GRN) jako organami władzy najniższego stopnia na wsi, funkcjonowały od reformy reorganizującej administrację wiejską przeprowadzonej jesienią 1954 do momentu ich zniesienia z dniem 1 stycznia 1973, tym samym wypierając organizację gminną w latach 1954–1972.
Gromadę Człuchów z siedzibą GRN w mieście Człuchowie (nie wchodzącym w jej skład) utworzono 31 grudnia 1961 w powiecie człuchowskim w woj. koszalińskim z obszarów zniesionych gromad Polnica i Rychnowy w tymże powiecie. Człuchów stał się jednocześnie siedzibą GRN gromady Chrząstowo w tymże powiecie.
W 1965 roku gromadą zarządzało 27 członków gromadzkiej rady narodowej.
1 stycznia 1969 do gromady Człuchów włączono miejscowość Borek, grunty PGR Krzyżanki oraz kompleks lasów państwowych o łącznej powierzchni 207 ha z miasta Człuchów w tymże powiecie.
31 grudnia 1971 do gromady Człuchów włączono obszar zniesionej gromady Jęczniki Wielkie w tymże powiecie.
Gromada przetrwała do końca 1972 roku, czyli do kolejnej reformy gminnej. 1 stycznia 1973 w powiecie człuchowskim reaktywowano zniesioną w 1954 roku gminę Człuchów.